# سایگهارتسکیرشن
سایگهارتسکیرشن (به آلمانی: Sieghartskirchen) یک منطقهٔ مسکونی در اتریش است که در ناحیه تولن واقع شده‌است. سایگهارتسکیرشن ۶۱٫۵۹ کیلومتر مربع مساحت دارد ۲۰۵ متر بالاتر از سطح دریا واقع شده‌است.